# Jack Hillier (cầu thủ bóng đá)
Jack Hillier (10 tháng 9 năm 1933 – 9 tháng 5 năm 2006) là một cầu thủ bóng đá người Anh, từng thi đấu ở vị trí thủ môn tại Football League cho Chester.